# 奎潤
宗室奎潤（1829年—1890年），奎潤，愛新覺羅氏，字鍊雲、號星齋，清朝皇室，滿洲正藍旗人，政治人物、進士出身。

## 生平
咸豐九年（1859年），鄉試中舉；同治二年（1863年），登癸亥恩科進士，改庶吉士，同治四年，升任翰林院編修，后任左中允。同治五年，署文淵閣校理。次年任日講起居注官。同治六年，改翰林院侍講、國史館協修。同治九年，任翰林院侍讀、功臣館總纂官、侍講學士。同治十二年，任翰林院侍讀學士。同治十三年，任詹事府詹事。光緒元年（1875年），任大理寺卿、浙江鄉試正考官、左副都御史。次年，稽查東四旗覺羅學。光緒四年，任禮部左侍郎、鑲白旗蒙古副都統、日經筵講官、稽查十七倉大臣。光緒五年，任兵部左侍郎，后署吏部右侍郎。光緒六年，任會試知貢舉、吏部右侍郎。光緒七年，任吏部左侍郎。光緒八年，任八旗值年大臣、專操大臣、稽查官三倉大臣。光緒九年，任戶部右侍郎兼管錢法堂事務、崇文門左翼監督、內閣學士。光緒十年，任正白旗漢軍副都統、左都御史。光緒十一年，任順天鄉試副考官。光緒十二年，任鑲黃旗漢軍都統，署鑲黃旗蒙古都統。光緒十三年，升任禮部尚書、會典館副總裁，后署正白旗滿洲都統、欽派管宴大臣、軍政閱兵大臣、點驗軍器大臣、補進領侍衛內大臣班。光緒十四年，任八旗鄉試監射大臣、武鄉試覆試監射大臣、大婚禮納采正使、大婚禮奉迎皇后副使、署理藩院尚書。光緒十五年，兼管太常寺事、武會試監射大臣、鑲白旗滿洲都統。

## 祖系
- 愛新覺羅多鐸（宗室始祖）
- 愛新覺羅岳興阿 （曾祖）
- 愛新覺羅海蘭泰（祖，海郎泰）
- 愛新覺羅受慶（父）
- 愛新覺羅寶銘（子）